# Війна Червоної та Білої троянд

Символи родин Йорків і Ланкастерів — біла і червона троянди

Війна Червоної та Білої троянд (англ. War(s) of the Roses) — низка військових конфліктів у Англії між родинами Ланкастерів та Йорків у період між 1455 та 1486 роками. Війна закінчилася встановленням на англійському троні династії Тюдорів.
Свою назву війна одержала від символів родин Йорків та Ланкастерів. Назва, мабуть, не вживалася в 16-му столітті, а стала популярною після публікації роману Вальтера Скотта «Анна Геєрштейнська». Вальтер Скот використав епізод із п'єси Шекспіра «Генріх VI. Частина 1», в якому ворожі один одному претенденти на престол вибирають кольори своїх троянд.

## Передісторія конфлікту
Підвалини династичної боротьби були закладені англійським королем Едуардом III, який не призначив своїм спадкоємцем малолітнього Річарда II, сина Едуарда Чорного Принца, всупереч існуючій на той час традиції, в обхід свого четвертого сина Джона Гонта, 1-го герцога Ланкастерського. Сам Джон Гонт користувався великим впливом під час правління свого малолітнього племінника Річарда II, яке відзначалося тривалими періодами політичної нестабільності, не виступаючи при цьому відкрито на стороні супротивників Річарда. Конфлікт між Йорками та Ланкастерами розпочався, коли у 1399 році Річард оголосив про конфіскацію спадщини свого покійного дядька, герцога Ланкастерського Джона Гонта, у його сина Генріха Болінгброка, за рік до того відправленого у вигнання за виступ проти короля. У відповідь герцог Ланкастерський Генрі Болінгброк скинув із трону короля Річарда II. Скинувши короля, Генріх Болінгброк коронувався як король Генріх IV.
Оскільки Болінгброк був нащадком тільки четвертого сина короля Едуарда III, його права на трон теж були сумнівними, оскільки третій, на той час теж уже покійний, син короля Едуарда III Ліонель Антверп, 1-й герцог Кларенс мав живих спадкоємців. Проте син Генріха, король Генріх V, здобув численні перемоги у ході Столітньої війни, а тому мав популярність серед народу й знаті, й питання про законність наслідування на певний час забулося. Однак Генріх V несподівано помер у 1422 році, коли його синові Генріху VI було тільки 9 місяців.
Після смерті дядька Джона в 1435 році молодий король опинився в оточенні поганих радників. Справи в Англії складалися кепсько, англійці програвали війну. У 1453 році капітуляція англійського гарнізону в Бордо поклала кінець Столітній війні і до Англії ринули тисячі досвідчених солдатів, які в свою чергу стали одним з елементів нестабільності та швидко поповнили табори протиборчих сторін. Генріх одружився із Маргарет Анжуйською і потрапив під її сильний вплив. Крім того, він вряди-годи втрачав здоровий глузд (зокрема, нібито визнав своїми родичами майбутнього Генрі Тюдора (майбутнього Генріха VII) та його дядька Джаспера Тюдора). Як наслідок, його популярність в Англії впала, й нащадок третього сина короля Едуарда III герцог Йоркський Річард отримав підтримку англійської знаті.
Таким чином слабкість королівської влади, її сумнівна легітимність, велика кількість вивільнених солдатів та поразка в Столітній війні стали тими обставинами, що призвели до тривалого, кривавого конфлікту.
Основні дії почалися 1455 року, але конфлікти почалися 1452 року за рік до закінчення Столітньої війни.

## Соціальний склад учасників конфлікту. Збройні сили сторін
У конфлікті брали участь головним чином представники англійської феодальної аристократії з загонами своїх слуг і прихильників, а також незначне число іноземних найманців. Підтримка протиборчих сторін значною мірою визначалася династичними чинниками. Так звана система «бастардного феодалізму» була одним з головних чинників, що вплинули на падіння авторитету і впливу королівської влади і ескалацію збройного конфлікту. Служба сеньйору в обмін на землі і подарунки залишалася як і раніше важливою, проте визначалася не феодальною традицією, а підтримкою феодалом будь-якої з протиборчих фракцій, яка, в свою чергу, і протегувала йому за це. Перехід на службу феодалів великим магнатам через особисті амбіції, спрагу наживи і вигідні шлюби давав ґрунт для зростання перекидництва і зрад, які часто вирішували результат багатьох битв.
Армії сторін були представлені численними феодальними загонами професійних воїнів, а також загонами воїнів, призваних на війну спеціальними королівськими наказами, які давали право пред'явнику документа скликати і озброювати воїнів від імені короля або великого магната. Воїни з нижчих соціальних верств були головним чином лучниками і білменами (воїнами, озброєними традиційною англійською держаковою зброєю білом (білгуком) — різновидом італійської гвізарми). Кількість лучників традиційно перевищувала кількість латників в пропорції 3:1. Воїни за традицією билися пішими, кіннота використовувалася лише для розвідки і збору провізії і фуражу, а також для пересування. Англійці раніше французів стали використовувати в боях лицарів, які поряд з мечами користувалися ударною, держаковою або комбінованою зброєю, зокрема, полексами. Воєначальники часто також спішувалися, щоб надихнути своїх прихильників. В арміях фракцій у великій кількості стала з'являтися артилерія, а також ручна вогнепальна зброя у вигляді запозичених у французів ручних кулеврин.

## Військові дії
Хоча сутички між прихильниками Йорка й Ланкастера відбувалися й раніше, першою серйозною битвою стала Перша битва при Сент-Олбансі, в якій перемогу здобув Йорк. В битві загинуло кілька визначних ланкастерців, короля взяли в полон. Однак Ланкастер, підбурюваний Маргарет Анжуйською, не складав зброї. Після недовгого затишшя бої відновилися в 1459 році. Герцог Йоркський змушений був утікати з країни, але його союзник граф Ворік ввів у Англію війська, дислоковані в Кале й захопив Генріха в полон у битві при Норгемптоні. Йорк повернувся в країну й став протектором Англії. Маргарет зі своїми найстійкішими прихильниками збирали сили на півночі Англії, а коли Йорк вирушив на північ, щоб придушити їхній опір, то загинув в 1460 році. Військо ланкастерців пішло на південь і відвоювало безпорадного Генріха в Другій битві при Сент-Олбансі. Проте вони не зуміли окупувати Лондон й урешті-решт відступили на північ. Найстарший син Йорка був проголошений королем Едуардом IV. У 1461 році, зібравши своїх прихильників, він здобув переконливу перемогу у битві під Таутоном.
Після придушення невеликого ланкастерського заколоту в 1464 році, Генріх VI знову потрапив до рук йоркців. Проте Едуард IV посварився із своїм головним радником і союзником Воріком, якого прозивали творцем королів. Висуваючи на важливі посади родичів своєї дружини Єлизавети Вудвіл, з якою король одружився потайки, він також розсердив багатьох своїх друзів та родичів. Ворік спочатку намагався замінити Едуарда молодшим братом Джорджем, герцогом Кларенським, а потім відновити на троні Генріха. Як наслідок, два роки пройшли в боротьбі із змінним успіхом для обох сторін, аж нарешті в 1471 році Едуард отримав вирішальну перемогу. Ворік та спадкоємець ланкастерів, принц Уельський Едуард, загинули. Одразу ж потому вбили й колишнього короля Генріха VI.
Настав період відносного миру, та в 1483 Едуард IV несподівано помер. Його брат Річард Глостер одразу ж виступив, щоб завадити непопулярній родині Вудвіль захопити у свої руки владу при малолітньому синові померлого короля Едуарда V. Після виступу єпископа Батського Стиллінгтона парламент визнав незаконність шлюбу Едуарда IV та оголосив його дітей народженими поза шлюбом, після чого Глостер змушений був стати королем Річардом III, оскільки діти герцога Кларенса ще раніше були виключені з черги спадкоємців престолу. З Франції надходили запущені Джоном Мортоном, єпископом Ілійським, чутки, нібито Річард наказав убити принца Едуарда та його молодшого брата. Врешті-решт Генрі Тюдор, що вважався далеким родичем ланкастерських королів (сучасна генетична експертиза, втім, спростувала цей факт), якому, проте, у спадок перейшло право на трон, зумів здобути перемогу. Річард III був убитий у битві при Босворті в 1485 році. Тюдор без читання скасував парламентський акт, що проголошував дітей Едуарда IV бастардами та одружився з його старшою дочкою для додаткової легітимізації своєї влади. Багато дослідників погоджуються, що саме Тюдор віддав наказ вбити принців, оскільки скасування парламентського акту автоматично робило принца Едуарда королем.
Прихильники родини Йорків повстали в 1487 році, але зазнали невдачі. Спорадичні бунти продовжувалися до 1499 року.

За тридцять років громадянської війни загинуло близько чверті населення країни, 80 сеньйорів королівської крові, безліч феодальних родів. Також за тридцять років військові дії тривали всього 460 днів. Знать, що вела свій родовід від завойовників-норманів, у цілому була знищена. Генрі Тюдор коронувався як Генріх VII і заснував нову династію. Він одружився з дочкою Едуарда IV Єлизаветою, спадкоємицею дому Йорків. Династія Тюдорів правила до 1603 року. А символом династії Тюдорів стала Біло-Червона троянда.

## Війна Червоної та Білої троянд у мистецтві
Тема цієї жорстокої війни не одне століття хвилює творчі особистості. Крім історичних праць, її розкривають і багато художніх творів, серед яких:
- Вільям Шекспір. П'єси «Генріх VI (частина перша)», «Генріх VI (частина друга)», «Генріх VI (частина третя)», «Річард ІІІ» (усі 1591).
- Роберт Льюїс Стівенсон. Повість «Чорна стріла» (1883).
- Ронді Едвардс. Романи «Лиш крапля співчуття» (Some Touch of Pity, 1976) та «Колесо фортуни» (Fortune's Wheel, 1978).
- Шарон Кей Пенман. Роман «У сонячному сяйві: історія Річарда ІІІ» (The Sunne In Splendour: A Novel of Richard III, 1982).
- Джин Плейді. Роман «Королева по неволі: історія Анни з Йорку» (The Reluctant Queen: The Story of Anne of York, 1990).
- Сімона Вілар. Тетралогія «Анна Невіль» (1993—1994).

Крім того, існує комп'ютерна гра «War of the Roses», розроблена за мотивами історичних подій.